# 阿莱克斯·索天卡
阿歷斯·索天卡（Alexandru Zotincă）一般称作索天卡，1977年1月22日生于錫比烏,羅馬尼亞职业足球运动员，曾效力于美國職業足球大聯盟球会美國芝華士。